# Sergejs Žoltoks
Sergejs Žoltoks, ros. Сергей Иванович Жолток – Siergiej Iwanowicz Żołtok (ur. 2 grudnia 1972 w Rydze, zm. 3 listopada 2004 w Mińsku) – łotewski hokeista.

## Życiorys

### Kariera klubowa
- RASMS Riga (1989-1990)
- Dinamo Ryga (1990-1991)
- Stars Riga (1991-1992)
- Boston Bruins (1992-1994)
- Providence Bruins (1992-1995)
- Las Vegas Thunder (1995-1996)
- Ottawa Senators (1996-1998)
- Montréal Canadiens (1998-2000)
  -  Fredericton Canadiens (1998)
  -  Québec Citadelles (1999)
- Edmonton Oilers (2000-2001)
- Minnesota Wild (2001-2004)
- Nashville Predators (2004)
- HK Riga 2000 (2004)

Wychowanek Dinama Ryga. Od 1992 roku występował w lidze północnoamerykańskiej NHL w barwach zespołów Boston Bruins, Ottawa Senators, Montreal Canadiens, Edmonton Oilers, Minnesota Wild i Nashville Predators. Łącznie rozegrał 633 mecze, w których zdobył 276 punktów za 115 bramek i 161 asyst.
W okresie lokautu w lidze NHL ogłoszonego na sezon 2004/2005 wyjechał do Europy i w sezonie 2004/2005 występował w barwach zespołu HK Riga 2000.

### Kariera reprezentacyjna
W młodości występował w reprezentacjach ZSRR do lat 18 i 20. Następnie był wielokrotnym reprezentantem seniorskiej kadry Łotwy: uczestniczył turniejach o Mistrzostwach Świata w Grupie B – 1994 (Łotwa zajęła 2. miejsce i awansowała do najwyższej grupy rozgrywkowej mistrzostw świata), następnie w Grupie A – 1997, 1999, 2001, 2002 i 2004 – w tym ostatnim turnieju pełnił rolę kapitana reprezentacji).

### Śmierć i upamiętnienie
W lutym 2003 roku wykryto u niego arytmię serca, mimo to kontynuował karierę sportową. 3 listopada 2004 roku w trakcie meczu w Mińsku zasłabł (w tym czasie znajdował się poza lodem) i zmarł.
Dla jego uczczenia klub zastrzegł numer 33, z którym występował. W 2005 roku Szkołę średnią nr 55 w Rydze nazwano jego imieniem. Miał żonę Annę oraz dwóch synów: Edgara i Nikitę.

## Sukcesy
Reprezentacyjne
- Srebrny medal mistrzostw Europy juniorów do lat 18: 1990 z ZSRR
- Brązowy medal mistrzostw świata juniorów do lat 20: 1991 z ZSRR

Klubowe
- Złoty medal Mistrzostw Łotwy: 2005

Indywidualne
- Mistrzostwa Europy juniorów do lat 18 w hokeju na lodzie 1990: skład gwiazd turnieju[3]
- Ironman Award (IHL): 1996